# Palocsay Zsigmond
Palocsay Zsigmond (Tordaszentlászló, 1935. november 1. – Kolozsvár, 1994. április 20.) erdélyi magyar költő, Palocsay Rudolf fia, Palocsay Kisó Kata apja.

## Életútja
Középiskolai tanulmányait a kolozsvári Református Kollégiumban végezte. Tizedik osztályos korában egy rendszerellenes diákszervezkedésben vett részt, ezért öt évre börtönbe került. Szabadulása után 1955-ben érettségizett, majd két évig a Mezőgazdasági Főiskolán tanult, végül a Zeneakadémián szerzett hegedűtanári diplomát. A kolozsvári zenei líceumban tanított. Viszonylag későn ért költővé, gazdag költői szókincse a természeti világból ihletődött. Bábjátékokat és gyermekverseket is írt. A kolozsvári Napsugár című gyermeklap munkatársa volt.

## Művei
- Kórémuzsika (versek), 1966
- Kakukkfuvola (versek), 1968
- A nagyelefánt (vadászmese), 1968
- Kutyatej (gyermekversek), 1969
- Fagyöngy (versek), Szilágyi Domokossal, 1971
- Nádirigó (lírai reflexió), 1971
- A Vigasz Fája (versek), 1974
- Lepkeszárnyon (bábjátékok), 1974
- Aki búsul, megöregszik (verses mese) 1976
- Felnőttek meséskönyve (versek, Kabán József fotóival), 1977
- Illetlen párhuzamok (versek), 1979
- Borzaskata (gyermekversek), 1983
- Felhőmező (poéma), 1985
- Szalmavirág (versek), 1987
- Százszorszépem száz levele (gyermekversek), 1987
- Katángszirmok (versek), 1991
- Varjúháj. Versek; Kriterion, Bukarest–Kolozsvár, 2000
- Nádiringó-Kákaláz. A Duna-delta két könyve; Polis, Kolozsvár, 2002
- Csalisípom. Gyermekversek; Kriterion, Kolozsvár, 2003
- Írottmuzsika. Válogatott költemények; vál., bev., Egyed Péter; Kriterion, Kolozsvár, 2010 (Romániai magyar írók) + CD-ROM
- Tűzhínárok; Kriterion, Kolozsvár, 2014

## Korunkban megjelent írásai
- Imecs Ágnes, Szigethy Rudolf: Korunk repertórium 1990-2000

## Kalotaszegben megjelent írásai
- Jankó Tünde: Kalotaszeg repertórium 1890-2000

## Lásd még
- Kortárs Színpad